# Gorgua
Gorgua es un lugar situado en la parroquia de La Torre, del municipio español de Padrenda, en la provincia de Orense, Galicia.

## Geografía
Cercano a la frontera con Portugal, pertenece a la comarca de Tierra de Celanova. Se encuentra en el parque natural de Baja Limia y Sierra del Jurés) con una altitud de 660 m s. n. m.
El río Gorgua pasa por el pueblo, nace en los montes de Gorgua y recorre todo el concello de Padrenda hasta unirse con el Deva y desembocar en el Miño. Es perfecto para darse un baño en verano debido a las Grandes pozas que hay a lo largo del río Gorgua. Las montañas son ideales para hacer senderismo y tener una agradable aventura por la nieve en invierno, aunque últimamente la cantidad de nieve es muy limitada o inexistente.

## Demografía
| Gráfica de evolución demográfica de Gorgua entre 2000 y 2023 |
|                                                              |
| Datos según el nomenclátor publicado por el INE.             |

## Patrimonio arquitectónico
Iglesia de Santa María de Gorgua: templo del siglo XVIII, construido con muros de sillería y planta rectangular con presbiterio más alto. Lo más sobresaliente son sus imágenes barrocas populares. Sobria fachada con puerta adintelada y óculo en forma de trébol. Cornisas curvas en las ramplas y pequeña espadaña de dos arcos gemelos, con remates de cruz de piedra sobre cuerpo de perfil trapecial y pirámides de bolas, y la ermita de San Antonio popular de 1735, y con “cabildo”. Sencillo retablo del siglo XVIII con un relieve en el que aparecen representados Adán y Eva disfrutando de la vida en plena naturaleza. Destacan sus paisajes de montaña, ideales para hacer rutas de senderismo.
Contiene además algunos puentes de piedra de fecha desconocida así como un antiguo puente romano de luz aproximada de seis metros que cruza el rio Gorgua cerca del vecino pueblo de Esmoriz. 

## Festividades
- 2 de febrero en honor a Nuestra Señora das Candelas ( Candelaria ).
- 13 de junio San Antonio de Padua.